# Kevin Reynolds (pattinatore)
Kevin Reynolds (North Vancouver, 23 luglio 1990) è un pattinatore artistico su ghiaccio canadese.
Ha vinto i Campionati dei Quattro continenti nel 2013. In quell'occasione è diventato il primo pattinatore a completare 5 salti quadrupli in una competizione (2 nel programma corto e 3 in quello libero). Ha vinto la medaglia d'argento nella gara a squadre alle Olimpiadi di Soči 2014. 

## Palmarès

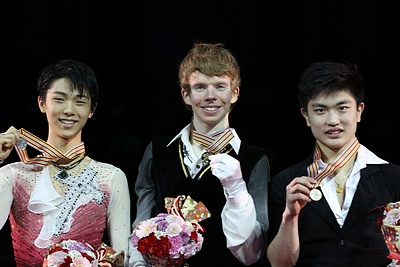
Il podio del Campionato dei Quattro continenti 2013. Da sinistra Yuzuru Hanyū, Kevin Reynolds e Han Yan.

GP: Grand Prix; CS: Challenger Series; JGP: Junior Grand Prix

### Dalla stagione 2009–10
| Internazionali | Internazionali | Internazionali | Internazionali | Internazionali | Internazionali | Internazionali | Internazionali | Internazionali | Internazionali | Internazionali |
| Evento | 2009–10        | 2010–11        | 2011–12        | 2012–13        | 2013–14        | 2014–15        | 2015–16        | 2016–17        | 2017–18        | 2018–19        |
| --- | -------------- | -------------- | -------------- | -------------- | -------------- | -------------- | -------------- | -------------- | -------------- | -------------- |
| Giochi olimpici invernali                                                                                                   |                |                |                |                | 15°            |                |                |                |                |                |
| Campionati mondiali | 11°            | 20°            | 12°            | 5°             | 11°            |                |                | 9°             |                |                |
| Campionati dei Quattro continenti                                                                                           | 3°             | 11°            | 8°             | 1°             |                |                | 11°            | 12°            | 7°             |                |
| GP Bompard |                | 4°             | R              |                |                |                |                |                |                |                |
| GP Cup of China | 8°             |                | 7°             | 5°             | R              |                |                |                | 8°             |                |
| GP NHK Trophy |                |                |                | 6°             |                | R              |                |                |                | 11°            |
| GP Rostelecom Cup |                |                |                |                | R              |                |                |                |                |                |
| GP Skate America | 6°             |                |                |                |                |                |                |                | 9°             | 11°            |
| GP Skate Canada |                | 4°             |                |                |                | R              |                | 3°             |                |                |
| CS Autumn Classic |                |                |                |                |                | 6°             |                |                |                | 8°             |
| CS Ondrej Nepela Trophy |                |                |                |                |                |                |                | 2°             |                |                |
| CS Finlandia Trophy |                |                |                |                |                |                |                |                | 11°            |                |
| Gardena Spring Trophy |                |                |                |                |                |                | 2°             |                |                |                |
| Ondrej Nepela Trophy |                |                |                | 4°             |                |                |                |                |                |                |
| Sportland Trophy |                |                |                |                |                |                | 1°             |                |                |                |
| Nazionali |                |                |                |                |                |                |                |                |                |                |
| Campionati canadesi | 3°             | 4°             | 2°             | 2°             | 2°             | R              | 3°             | 2°             | 5°             |                |
| Eventi a squadre |                |                |                |                |                |                |                |                |                |                |
| Giochi olimpici invernali                                                                                                   |                |                |                |                | 2° S 2° P      |                |                |                |                |                |
| World Team Trophy |                |                | 3° S 8° P      | 2° S 3° P      |                |                |                | 4° S 10° P     |                |                |
| R = Titirato; S = Risultato della squadra; P = Risultato personale. Medaglie assegnate solo per il risultato della squadra. |                |                |                |                |                |                |                |                |                |                |

### Dalla stagione 2003–04 alla stagione 2008–09
| Internazionali         | Internazionali | Internazionali | Internazionali | Internazionali | Internazionali | Internazionali |
| Evento                 | 2003–04        | 2004–05        | 2005–06        | 2006–07        | 2007–08        | 2008–09        |
| ---------------------- | -------------- | -------------- | -------------- | -------------- | -------------- | -------------- |
| GP NHK Trophy          |                |                |                |                |                | 4°             |
| GP Rostelecom Cup      |                |                |                |                | 8°             |                |
| GP Skate America       |                |                |                |                | 9°             | 4°             |
| Internazionali: Junior |                |                |                |                |                |                |
| Campionati mondiali    |                |                | 7°             | 5°             | 6°             | 9°             |
| JGP Finale             |                |                |                | 3°             |                |                |
| JGP Andorra            |                |                | 4°             |                |                |                |
| JGP Croazia            |                |                | 8°             |                |                |                |
| JGP Messico            |                |                |                | 1°             |                |                |
| JGP Taiwan             |                |                |                | 2°             |                |                |
| JGP U.S.A.             |                | 5°             |                |                |                |                |
| Nazionali              |                |                |                |                |                |                |
| Campionati canadesi    | 4° J           | 2° J           | 9°             | 11°            | 6°             | 4°             |
| J = Junior             |                |                |                |                |                |                |